# Округ Нелсон (Вирџинија)
Округ Нелсон (енгл. Nelson County) је округ у америчкој савезној држави Вирџинија.

## Демографија
По попису из 2010. године број становника је 15.020, што је 575 (4,0%) становника више него 2000. године.
| Група             | 2000.          | 2010.          |
| Белци             | 11.765 (81,4%) | 12.283 (81,8%) |
| Афроамериканци    | 2.151 (14,9%)  | 1.967 (13,1%)  |
| Азијати           | 34 (0,2%)      | 68 (0,5%)      |
| Хиспаноамериканци | 305 (2,1%)     | 459 (3,1%)     |
| Укупно            | 14.445         | 15.020         |